# タイラー・オルソン (野球)
タイラー・レイ・オルソン（Tyler Ray Olson, 1989年10月2日 - ）は、アメリカ合衆国ワシントン州スポケーン郡スポケーン出身のプロ野球選手（投手）。左投左打。愛称はオリー（Oly）。

## 経歴

### プロ入り前
ゴンザガ大学在学時の2012年、MLBドラフト17巡目（全体529位）でオークランド・アスレチックスから指名されたが、この時は契約しなかった。

### プロ入りとマリナーズ時代
2013年のMLBドラフト7巡目（全体207位）でシアトル・マリナーズから指名され、プロ入り。契約後、傘下のA-級エバレット・アクアソックスでプロデビュー。18試合（先発8試合）に登板して2勝4敗1セーブ、防御率4.33、48奪三振を記録した。
2014年はA+級ハイデザート・マーベリックスとAA級ジャクソン・ジェネラルズでプレーし、2球団合計で27試合に先発登板して12勝8敗、防御率3.84、127奪三振を記録した。
2015年4月4日にメジャー契約を結び、開幕ロースター入りした。メジャーデビューとなった4月7日のロサンゼルス・エンゼルス戦ではいきなり初球で2アウトを取ったが、これは記録が残るものの中では史上初だった。この年メジャーでは11試合に登板して1勝1敗、防御率5.40、8奪三振を記録した。オフの12月16日にDFAとなった。

### ヤンキース時代
2015年12月18日に後日発表選手とのトレードで、ロサンゼルス・ドジャースへ移籍したが、2016年1月6日にDFAとなった。
その後、1月12日にロブ・セゲディン、後日発表選手または金銭とのトレードで、ロナルド・トレイエズと共にニューヨーク・ヤンキースへ移籍した。開幕後、マイナーでは傘下のAAA級スクラントン・ウィルクスバリ・レイルライダースでプレーし、11試合（先発3試合）に登板して1勝2敗、防御率5.27、21奪三振を記録した。メジャーでは1試合の登板にとどまり、6月7日にDFAとなった。

### ロイヤルズ傘下時代
2016年6月14日にウェイバー公示を経てカンザスシティ・ロイヤルズへ移籍した。傘下のAAA級オマハ・ストームチェイサーズへ配属され、5試合に登板して防御率2.84、2奪三振を記録した。7月5日にDFAとなった。

### インディアンス時代
2016年7月9日にウェイバー公示を経てクリーブランド・インディアンスへ移籍し、傘下のAAA級コロンバス・クリッパーズへ配属された。8月4日にDFAとなり、14日にマイナー契約となった。AAA級コロンバスでは9試合に登板して1勝0敗、防御率5.91、10奪三振を記録した。また、この年在籍したマイナー3球団合計では25試合（先発3試合）に登板して2勝2敗、防御率5.08、33奪三振を記録した。
2017年は開幕からAAA級コロンバスでプレーし、7月21日にメジャー契約を結んでアクティブ・ロースター入りした。この年メジャーでは30試合に登板して1勝0敗1セーブ、防御率0.00、18奪三振を記録した。
2019年オフの11月4日にマイナー契約でAAA級コロンバスへ配属され、同日中にFAとなった。

### カブス傘下時代
2020年1月にシカゴ・カブスとマイナー契約を結んだ。だが、この年は新型コロナウイルスの影響でマイナーリーグの試合が開催されず、メジャーにも昇格しなかったため、公式戦の登板は無かった。オフの11月2日にFAとなった。

### レッドソックス傘下時代
2021年4月6日にボストン・レッドソックスとマイナー契約を結び、傘下のAA級ポートランド・シードッグスへ配属された。

## 投球スタイル
カーブとフォーシームのコンビネーションで組み立てる。他にはチェンジアップ、シンカーを投げる。

## 詳細情報

### 年度別投手成績
| 年 度    | 球 団    | 登 板 | 先 発 | 完 投 | 完 封 | 無 四 球 | 勝 利 | 敗 戦 | セ 丨 ブ | ホ 丨 ル ド | 勝 率 | 打 者 | 投 球 回 | 被 安 打 | 被 本 塁 打 | 与 四 球 | 敬 遠 | 与 死 球 | 奪 三 振 | 暴 投 | ボ 丨 ク | 失 点 | 自 責 点 | 防 御 率 | W H I P |
| -------- | -------- | ----- | ----- | ----- | ----- | -------- | ----- | ----- | -------- | ----------- | ----- | ----- | -------- | -------- | ----------- | -------- | ----- | -------- | -------- | ----- | -------- | ----- | -------- | -------- | ------- |
| 2015     | SEA      | 11    | 0     | 0     | 0     | 0        | 1     | 1     | 0        | 1           | .500  | 65    | 13.1     | 18       | 2           | 10       | 7     | 1        | 8        | 0     | 1        | 8     | 8        | 5.40     | 2.10    |
| 2016     | NYY      | 1     | 0     | 0     | 0     | 0        | 0     | 0     | 0        | 0           | ----  | 13    | 2.2      | 3        | 0           | 2        | 0     | 0        | 0        | 0     | 0        | 2     | 2        | 6.75     | 1.88    |
| 2017     | CLE      | 30    | 0     | 0     | 0     | 0        | 1     | 0     | 1        | 8           | 1.000 | 77    | 20.0     | 13       | 0           | 6        | 0     | 1        | 18       | 0     | 0        | 0     | 0        | 0.00     | 0.95    |
| 2018     | CLE      | 43    | 0     | 0     | 0     | 0        | 2     | 1     | 0        | 5           | .667  | 118   | 27.1     | 26       | 4           | 12       | 2     | 0        | 40       | 1     | 0        | 16    | 15       | 4.94     | 1.39    |
| 2019     | CLE      | 39    | 0     | 0     | 0     | 0        | 1     | 1     | 0        | 1           | .500  | 140   | 30.2     | 34       | 3           | 16       | 2     | 2        | 28       | 2     | 0        | 15    | 15       | 4.40     | 1.63    |
| MLB：5年 | MLB：5年 | 124   | 0     | 0     | 0     | 0        | 5     | 3     | 1        | 15          | .625  | 413   | 94.0     | 94       | 9           | 46       | 11    | 4        | 94       | 3     | 1        | 41    | 40       | 3.83     | 1.49    |

- 2020年度シーズン終了時

### 年度別守備成績
| 年 度 | 球 団 | 投手（P） | 投手（P） | 投手（P） | 投手（P） | 投手（P） | 投手（P） |
| 年 度 | 球 団 | 試 合     | 刺 殺     | 補 殺     | 失 策     | 併 殺     | 守 備 率  |
| ----- | ----- | --------- | --------- | --------- | --------- | --------- | --------- |
| 2015  | SEA   | 11        | 1         | 1         | 0         | 1         | 1.000     |
| 2016  | NYY   | 1         | 0         | 1         | 0         | 0         | 1.000     |
| 2017  | CLE   | 30        | 0         | 3         | 0         | 1         | 1.000     |
| 2018  | CLE   | 43        | 2         | 1         | 0         | 0         | 1.000     |
| 2019  | CLE   | 39        | 1         | 2         | 0         | 0         | 1.000     |
| MLB   | MLB   | 124       | 4         | 8         | 0         | 2         | 1.000     |

- 2020年度シーズン終了時

### 背番号
- 66（2015年）
- 50（2016年）
- 49（2017年 - 2019年）